# Charles Antoine Génin
Pour les articles homonymes, voir Génin.
Charles Antoine Génin est un homme politique français né le 5 avril 1785 à Verdun (Meuse) et décédé le 21 janvier 1866 à Vadelaincourt (Meuse).

## Biographie
Propriétaire terrien, conseiller général du canton de Souilly de 1833 à1852, il est député de la Meuse de 1829 à 1848, siégeant dans les rangs libéraux. Il est l'un des signataires de l'adresse des 221 et soutient la monarchie de Juillet.

## Synthèse des Mandats[1]

### Seconde restauration-chambre des députés des départements
- député de la Meuse - IVe Législature (Du 20 avril 1829 au 16 mai 1830)

### Monarchie de Juillet-chambre des députés
- député de la Meuse - Ire Législature (Du 23 juin 1830 au 31 mai 1831)
- député de la Meuse - IIe Législature (Du 5 juillet 1831 au 25 mai 1834)
- député de la Meuse - IIIe Législature (Du 21 juin 1834 au 3 octobre 1837)
- député de la Meuse - IVe Législature (Du 4 novembre 1837 au 2 février 1839)
- député de la Meuse - Ve Législature (Du 2 mars 1839 au 12 juin 1842)
- député de la Meuse - VIe Législature (Du 9 juillet 1842 au 6 juillet 1846)
- député de la Meuse - VIIe Législature (Du  1er août 1846 au 24 février 1848)

## Sources
- Ressource relative à la vie publique :   - Base Sycomore
- « Dictionnaire des parlementaires français de 1789 à 1889 (Adolphe Robert, Edgar Bourloton et Gaston Cougny) », sur gallica BNF (consulté le 6 décembre 2013)